# Брайнин, Рувим
Руви́м Бра́йнин, в западной традиции Брайни́н (евр. Реувн, альтернативные имена: Реубен, Реувен, Рубен, Ruben ben Mordechai, Reuben, Reuven Brainin, в некоторых источниках также Ruvim Brajnin, ивр. ראובן בריינין‎; 16 марта 1862, местечко Ляды, Могилёвская губерния — 30 ноября 1939, Нью-Йорк) — еврейский публицист, биограф, литературный критик, деятель сионизма, писал на иврите и идише.

## Семья
Родился в многодетной семье (10 детей) потомственного печника. 
 Ближайшие родственники жили как в Лядах, так и в других городах нынешней Витебской области Белоруссии (Орша, Витебск).
Отец Рувима Брайнина — Мордехай Брайнин. Мать — урожд. Хася Рахлина. Жена — Маша (Мириам) Амстердам (дочь раввина Израиля Амстердама). Дети — Mitzi Brainin (1890—1918), Berta Brainin (1892—?), Moe Brainin (1893—1963), Joseph Brainin (1895, Вена—1970) журналист, ещё двое детей умерли в младенчестве.
Эта разветвлённая семья дала многих известных деятелей искусства и науки, таких как австрийско-британский скрипач Норберт Брайнин, австрийско-советский поэт и переводчик Борис Львович Брайнин (Зепп Эстеррайхер), австрийский поэт и публицист Харальд Брайнин, российско-германский поэт и музыкант Вилли Брайнин-Пассек, австрийско-американский поэт Фредерик Брайнин, российско-американский художник Реймонд Брайнин, австрийско-американский скрипач и дизайнер Макс Брайнин, австрийский учёный-нейролог Михаэль Брайнин, австрийский учёный-психоаналитик Элизабет Брайнин и др. (см. Брайнин).

## Деятельность в России
Получил традиционное еврейское образование. Увлекшись в юношеском возрасте идеями Хаскалы, организовал в Лядах библиотеку, в которой молодёжь читала в том числе русские книги и говорила по-русски. В возрасте 16 лет приехал в Москву, где изучал сельское хозяйство и математику. В Москве работал секретарём у чайного фабриканта Высоцкого. Первая статья Брайнина в газете «Гамелиц» («Защитник») была написана на иврите и посвящена последним дням еврейского писателя Переца Смоленскина, о котором Брайнин впоследствии написал монографию.

## В Европе
В 1892 уехал в Вену, где основал журнал «Mi-Mizrah u-mi-Maarav» («С востока и запада»). Вышло всего четыре номера, три в Вене (1894) и один в Берлине (1899). Привлёк внимание резкой критикой творчества известного еврейского поэта и писателя Льва Гордона в первом номере (1896) журнала «Ха-Шилоах» («Послание»), издаваемого Ахад-ха-Амом. Писал очерки из жизни еврейских студенческих колоний. Переведённые на немецкий, эти очерки создали Брайнину известность среди немецких критиков. Написал множество критических этюдов о еврейских авторах, был корреспондентом многих еврейских периодических изданий, где знакомил читателей с общественной и литературной жизнью Запада, приняв на себя роль посредника между еврейской и западной литературой. Переводил произведения Морица Лацаруса и Макса Нордау. Поддержал тогда ещё неизвестного Шаула Черниховского.

## В США и Канаде
С 1909 году Брайнин жил в Нью-Йорке, где основал еженедельник «Ha-Deror» («Ласточка»). В 1912—1915 годах был одним из издателей канадской сионистской ежедневной газеты на идише «Keneder Odler» («Канадский орёл»), которая выходила в Монреале до Брайнина, а с 1915 стала называться «Weg» («Путь»). Брайнин покинул эту газету в связи с разногласиями между ним и Хиршем Волофским, владельцем «Канадского орла».

Написал биографию Теодора Герцля (1898), переведённую на английский в 1919 году. В 1919—1925 годах участвовал в издании журнала «Ha-Toren» («Мачта»), выходившего в Нью-Йорке на иврите. Написал отчёты о первых пяти Сионистских всемирных конгрессах, которые были изданы отдельной книгой. Брайнин был одним из основателей Еврейской публичной библиотеки в Монреале в 1914 г., куда после смерти Брайнина был передан его архив одним из его сыновей. 

## Интересные факты
- Как литератор Брайнин был чрезвычайно продуктивен: задуманное одним издательством в 1908 г. собрание сочинений Брайнина предполагало объём в 20 томов (Брайнин после этого оставался активным ещё 30 лет)[13].
- Брайнин стоял у истоков современного иврита, был одним из основателей союза «Ibria», задачей которого являлась модернизация древнееврейского языка с целью превращения его в разговорный[18].
- Поддержал идею создания Еврейской автономной области в СССР[11].
- Именем Брайнина названа улица в Тель-Авиве[19].